# Glyptopetalum harmandianum
Glyptopetalum harmandianum är en benvedsväxtart som beskrevs av Pierre. Glyptopetalum harmandianum ingår i släktet Glyptopetalum och familjen Celastraceae. Inga underarter finns listade.